# توم كوغلان
توم كوغلان (بالإنجليزية: Thomas Desmond Coughlan)‏ هو لاعب اتحاد الرغبي نيوزيلندي، ولد في 30 أبريل 1934 في موسجيل ‏ في نيوزيلندا، وتوفي في 9 نوفمبر 2017 في كرايستشرش في نيوزيلندا.